# Kanton Gap-Nord-Est
Kanton Gap-Nord-Est (fr. Canton de Gap-Nord-Est) je francouzský kanton v departementu Hautes-Alpes v regionu Provence-Alpes-Côte d'Azur. Tvoří ho pouze severovýchodní část města Gap.